# Mary Berkeley Minor Blackford
Mary Berkeley Minor Blackford, född 1802, död 1896, var en amerikansk abolitionist. Hon grundade 1829 Fredericksburg and Falmouth Female Auxiliary to the American Colonization Society i Virginia, och gjorde en viktig insats för att främja emigrationen av afroamerikaner till Liberia. 